# Rhéda

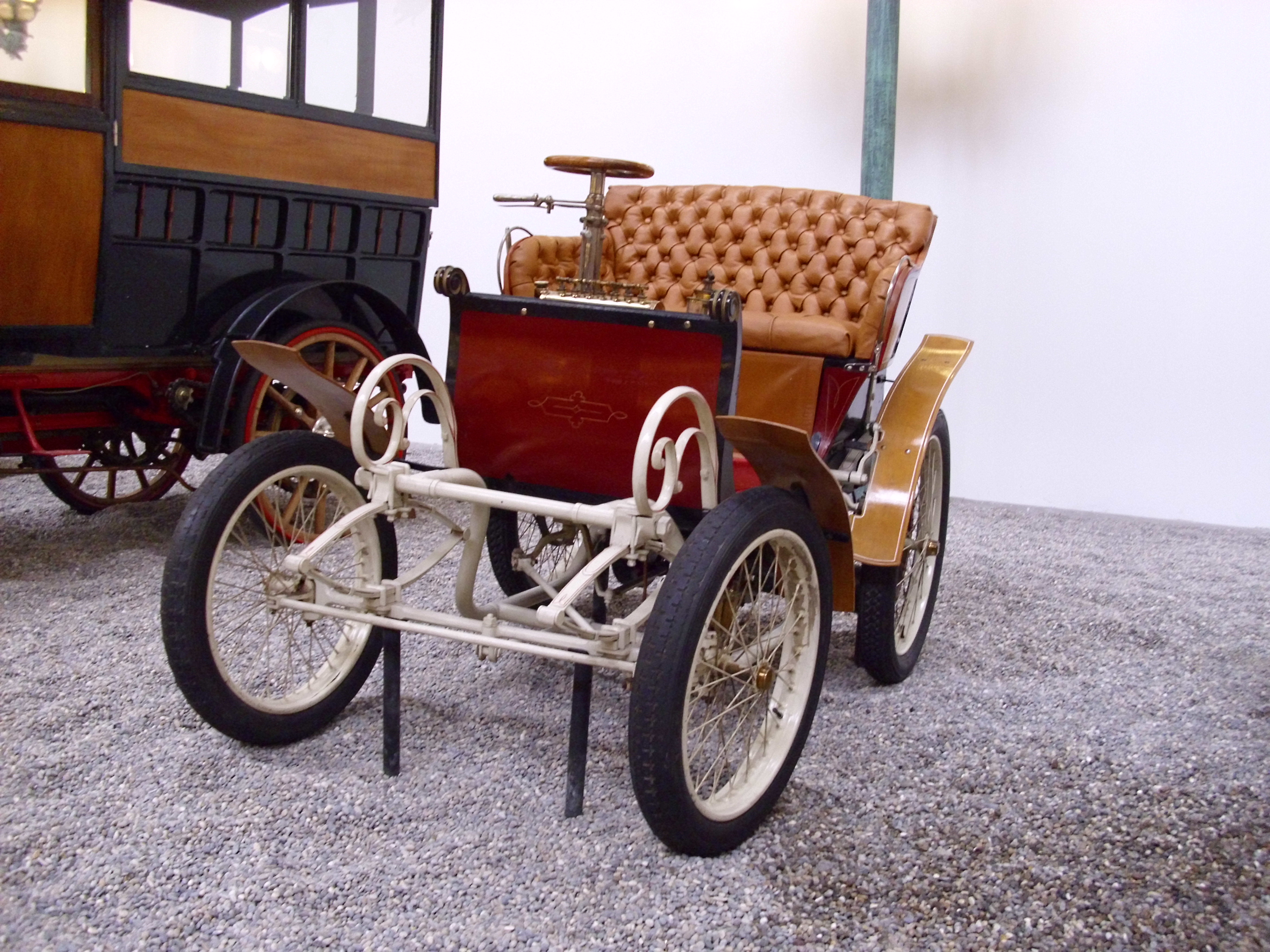
Rhéda von 1899 in der Cité de l’Automobile – Musée National – Collection Schlumpf

Die Société des Automobiles Rhéda war ein französischer Hersteller von Automobilen.

## Unternehmensgeschichte
Das Unternehmen aus Paris begann 1898 mit der Produktion von Automobilen. Der Markenname lautete Rhéda. 1899 endete die Produktion.

## Fahrzeuge
Das erste Modell war ein Dreirad. Es war mit einem Einzylindermotor mit 2,5 PS Leistung ausgestattet und bot zwei Personen Platz. 1899 folgte ein vierrädriges Fahrzeug mit 4 PS Leistung.
Ein Fahrzeug dieser Marke ist in der Cité de l’Automobile in Mülhausen zu besichtigen.